# Феліксув (Жирардовський повіт)
Феліксув (пол. Feliksów) — село в Польщі, у гміні Віскітки Жирардовського повіту Мазовецького воєводства.
Населення — 133 особи (2011).
У 1975-1998 роках село належало до Скерневицького воєводства.

## Демографія
Демографічна структура станом на 31 березня 2011 року:
|          | Загалом | Допрацездатний вік | Працездатний вік | Постпрацездатний вік |
| -------- | ------- | ------------------ | ---------------- | -------------------- |
| Чоловіки | 65      | 20                 | 40               | 5                    |
| Жінки    | 68      | 23                 | 34               | 11                   |
| Разом    | 133     | 43                 | 74               | 16                   |